# Rezerwat przyrody Szelągówka
Rezerwat przyrody „Szelągówka” – rezerwat przyrody położony na terenie gminy Tykocin, w powiecie białostockim, w województwie podlaskim. Leży na gruntach leśnych zarządzanych przez Nadleśnictwo Knyszyn (leśnictwo Szelągówka).
- Powierzchnia według aktu powołującego: 62,04 ha[1]
- Rok powstania: 1995
- Rodzaj rezerwatu: leśny
- Przedmiot ochrony: bory sosnowe występujące na rozległym polu wydmowym w widłach rzek Biebrzy i Narwi.

W rezerwacie dominuje siedlisko boru świeżego, duży obszar zajmuje też bór mieszany świeży.
Stwierdzono tu występowanie 63 gatunków roślin naczyniowych, w tym dwóch podlegających ochronie ścisłej (sasanka łąkowa, sasanka otwarta) oraz 8 podlegających ochronie częściowej (bagno zwyczajne, goździk piaskowy, kocanki piaskowe, pomocnik baldaszkowy, widlicz spłaszczony, widłak goździsty, widłak jałowcowaty, wawrzynek wilczełyko). Naliczono też 10 gatunków mszaków, 7 z nich objętych jest ochroną częściową: dzióbkowiec Zetterstedta, gajnik lśniący, piórosz pierzasty, rokietnik pospolity, torfowiec ostrolistny, widłoząb kędzierzawy, widłoząb miotlasty.
Według obowiązującego planu ochrony ustanowionego w 2007 roku, obszar rezerwatu objęty jest ochroną czynną.
Rezerwat leży w obrębie otuliny Biebrzańskiego Parku Narodowego oraz dwóch obszarów sieci Natura 2000: siedliskowego „Dolina Biebrzy” PLH200008 oraz ptasiego „Ostoja Biebrzańska” PLB200006.